# The Ledge
The Ledge (La cornisa), es una película de suspense de 2011 escrita y dirigida por Matthew Chapman. La película se estrenó en la Competición Dramática de 2011 en el Festival de Cine de Sundance 2011.

## Argumento
Gavin Nichols está a la orilla de la azotea de un edificio. Al poco tiempo llega el detective Hollis Lucetti, quien tempranamente se da cuenta de que él en realidad no quiere suicidarse por voluntad propia pero está muy seguro de que lo hará. 
Gavin comienza a contarle cómo se enamoró de Shana, una joven mujer que se mudó a su edificio con su esposo. Coinciden varias veces hasta que ella va un hotel a pedir trabajo, donde Gavin es encargado y la contrata. Al saber el esposo de Shanna, Joe, un fanático religioso (evangelista), que su vecino será el jefe de su esposa, decide invitarlo a cenar a su casa, junto con su amigo, quien es homosexual. Siendo Joe muy religioso, durante la oración para dar gracias por los alimentos, Joe dice que guíe por buen camino a la abominación de esos hombres, pues él no tolera que las personas vivan en el pecado, por lo que Gavin se molesta mucho por la discriminación hacia su amigo y se va.
Hollis también se enfrenta a problemas, aparte de tratar de convencer a Gavin de que no termine con su vida, pues este se acaba de enterar de que es estéril y de que tiene dos hijos a los que ama pero no son suyos.
Gavin cree que Shanna en realidad no está enamorada de Joe, y que puede alejarla de él porque ella es diferente. La enamora y una noche en la que iban a encontrarse, Shanna deja su celular mientras se preparaba para salir. Gavin le mandó un mensaje sobre dónde se verían. Al escuchar Joe que el celular comienza a vibrar, decide revisarlo y se entera de que Shanna lo engaña; le pregunta cuánto va a tardar y esta le dice que cubrirá el turno de una compañera de trabajo y no sabe cuánto tardará. Él no hace nada para detenerla. 
Hollis no puede estar muy concentrado por los problemas que tiene, pues también se enteró de que los hijos que él creía suyos en realidad son de su hermano, pues su esposa quería que se parecieran a él, ya que ella lo hizo con el fin de formar una familia con su esposo y ella sabía que él era estéril pero nunca se lo dijo.
Joe amenaza con asesinar a su esposa, pues con un enfrentamiento que tuvo con Gavin él le dijo que moriría por sus creencias y Gavin, quien le afirmó que también lo haría, le propuso que se suicidara a las doce del día y si no lo hacía quien moriría sería su esposa. La prueba más grande que ha enfrentado en su vida, y por momentos ni él mismo sabe si será capaz de hacerlo.

## Elenco
- Charlie Hunnam como Gavin Nichols.
- Patrick Wilson como Joe.
- Liv Tyler como Shana.
- Terrence Howard como Hollis Lucetti.